# 옴 마니 파드메 훔

티베트 불교의 진언

티베트어 만트라

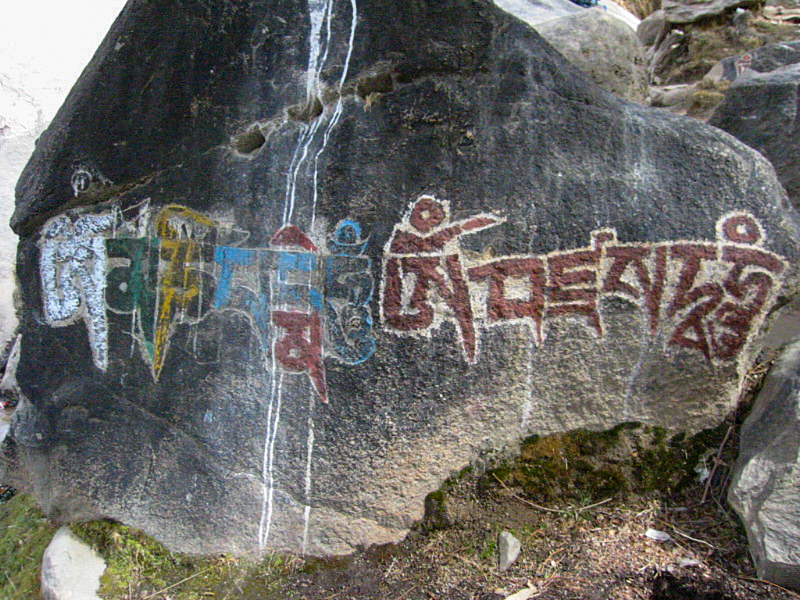
티베트의 포탈라궁에 새겨진 옴마니반메훔의 티베트어 표기

관세음보살 본심미묘 육자대명왕진언(觀世音菩薩 本心微妙 六字大明王眞言), 육자대명왕다라니(六字大明王陀羅尼), 옴 마니 파드메 훔(산스크리트어: ॐ मणि पद्मे हूँ) 및 옴 마니 반메 훔은 불교의 천수경에 나오는 관세음보살의 진언이다. 밀교를 비롯하여 불교에서 사용되는 주문 가운데 하나이다. 한국어에서는 성철스님이 50년 전에 '옴 마니 반메 훔'이 아니라 '옴 마니 파드메 훔'이라고 고쳤으나 현재 전자쪽이 더 많이 사용되고 있다.
대승불교의 경전인 '육자대명왕다라니경'(六字大明王陀羅尼經) 및 '불설대승장엄보왕경'(佛説大乘莊嚴寶王經) 등에서는, 이 진언을 부르면, 여러 가지 재앙이나 병환, 도적 등의 재난에서 관세음보살이 지켜주고, 성불을 하거나 큰 자비를 얻는다고 주장하며, 이 주문의 효과가 적혀있다.
문자적인 뜻은 "옴, 연꽃속에 있는 보석이여, 훔”으로서, 관세음보살을 부르는 주문이다. 티베트인들이 특히 많이 외운다. 보통 티베트인들은 이런 뜻과 상관없이 그냥 많이 외우기만 하면 그 자체로 영험을 얻을 수 있다고 믿는다.

## 번역
- 티베트어: ཨོཾ་མ་ཎི་པདྨེ་ཧཱུྃ Om Ma Ni Pe Me Hung [또는 Hum]
- 산스크리트어: ॐ मणि पद्मे हूँ Oṃ Maṇi-Padme Hūṃ
- 중국어: 唵嘛呢叭咪吽, 병음: Ǎn Má Ní Bā Mī Hōng
- 한국어: 옴 마니 파드메 훔/옴 마니 반메 훔
- 일본어: オンマニハツメイウン On Mani Hatsu Mei Un[*]
- 몽골어: Ум маани бадми хум Um maani badmi khum
- 베트남어: Úm ma ni bát ni hồng or 베트남어: Án ma ni bát mê hồng

## 의미
| 진언 | 육바라밀    | 정화               | 육도   | 색상 | 신성의 상징                   | 희망된 영역                            |
| ---- | ----------- | ------------------ | ------ | ---- | ----------------------------- | -------------------------------------- |
| 옴   | 명상 / 축복 | 자긍심             | 천신   | 흰색 | 지혜                          | 정토 ('포탈라')                        |
| 마   | 인내        | 질투 / 여흥의 성욕 | 아수라 | 초록 | 연민                          | 정토 ('포탈라')                        |
| 니   | 계율        | 열정 / 갈망        | 인간   | 노랑 | 몸과 말과 마음의 범위 및 활동 | 극락                                   |
| 파드 | 지혜        | 무지 / 편견        | 축생   | 파랑 | 평정                          | 관세음보살의 면전에서                  |
| 메   | 관용        | 재산 / 소유        | 아귀   | 빨강 | 축복                          | 정토 ('포탈라')                        |
| 훔   | 근면        | 공격성 / 증오      | 지옥   | 검정 | 자비의 품질                   | 관세음보살의 연화좌(蓮華座)의 면전에서 |

## 같이 보기
- 삼사라 (2011년 영화)
- 능엄주
- 욕계

## 참고 문헌 및 외부 링크
- 한승원 토굴살이 자궁의 권력 서울신문 2006-08-15
- 지도자는 피신하고, 아이들은 구걸하고 오마이뉴스2006-09-05

- Lopez, Donald S. Jr.: Prisoners of Shangri-La: Tibetan Buddhism and the West (ISBN 0-226-49311-3): 서양에서 만트라가 수용되는 역사에 대한 논의가 있으며, 만트라의 의미에 대한 번역도 있다.
- Alexander Studholme: The Origins of Om Manipadme Hum. Albany NY: State University of New York Press, 2002  ISBN 0-7914-5389-8
- Mark Unno: Shingon Refractions: Myōe and the Mantra of Light. Somerville MA, USA: Wisdom Publications, 2004  ISBN 0-86171-390-7
- Bucknell, Roderick & Stuart-Fox, Martin (1986). The Twilight Language: Explorations in Buddhist Meditation and Symbolism. Curzon Press: London. ISBN 0-312-82540-4
- Teachings from the Mani retreat, Chenrezig Institute, December 2000 (2001) by Lama Zopa Rinpoche, ISBN-13: 978-1891868108, Lama Yeshe Wisdom Archive downloadable
- Bucknell, Roderick & Stuart-Fox, Martin (1986). The Twilight Language: Explorations in Buddhist Meditation and Symbolism. Curzon Press: London. ISBN 0-312-82540-4